# بنديكت فريدلندر
بنديكت فريدلندر (ولد في 8 يوليو 1866 – وتوفي في 21 يونيو 1908)، كان عالم جنسي ألماني وعالم اجتماع واقتصادي وعالم براكين وفيزيائي ألماني.
ولد فريدلندر في برلين وهو ابن كارل فريدليندر (1817-1876)، أستاذ الاقتصاد. كان جده ناثان فريدلندر (توفي عام 1830)، وهو طبيب من برلين ومحاضر جامعي. من بين إخوته إيمانويل فريدلندر (1871-1948)، عالم بركاني بارز. درس الرياضيات والفيزياء وعلم النبات وعلم وظائف الأعضاء في برلين وحصل على درجة الدكتوراه. في علم الحيوان عام 1888.
بصفته مانحًا جيدًا، فقد دعم المجلة الأناركية Kampf ونشرها في مجلة الاشتراكيين الألمانية. وقدم دعما ماليا كبيرا ل ماغنوس هيرشفيلد واللجنة العلمية الإنسانية في برلين. كان الهدف الأساسي هو العمل ضد الفقرة 175 من قانون العقوبات الإمبراطوري، التي تجرم «الرذيلة غير الطبيعية» بين الذكور. ساعدت المحكمة الجنائية الدولية المتهمين في المحاكمات الجنائية، وعقدت محاضرات عامة، وجمعت التوقيعات على عريضة لإلغاء القانون. وقد وجدت بعض الدعم البرلماني لجهود الإصلاح القانوني في الحزب الاشتراكي الديمقراطي.
مع أدولف براند وعشرة آخرين، أسس فريدلندر منظمة لمثليي الجنس تسمى «المجتمع الخاص بهم» (GdE)، والتي تُترجم عادةً باسم Community of the Special ، في عام 1903. يمكن أن تعني كلمة Eigenen «غريب، مميز» مستوحى جزئيًا من فلسفة ماكس شتيرنر التحررية «الملكية الذاتية» أو الاستقلالية. تنكرت المنظمة في فهم هيرشفيلد للمثلية الجنسية لدى المتحولين جنسياً وشددت بدلاً من ذلك على ذكورة النشاط الجنسي للذكور والرجال، كما فعل أندريه جيد في عام 1924 في كتابه Corydon . دعا بعض أعضاء المنظمة إلى الممارسة اليونانية الكلاسيكية المتمثلة في إقامة علاقة مع رجل أصغر سنًا أثناء الزواج. كما رفضت جهود هيرشفيلد في إصلاح القانون وبناء التحالفات مع الاشتراكيين الديمقراطيين والحركة النسوية، وتبنت بدلاً من ذلك نظرة فوضوية منتشرة مستوحاة من فردانية شتيرنر والنقد الثقافي الشامل لفريدريك نيتشه. ومع ذلك، حافظ فريدلندر على عضويته حتى عام 1906، عندما انفصل عن هيرشفيلد وأسس منظمة مثلي الجنس الثالثة تسمى «الانفصال عن WhK». أعيدت تسميتها لاحقًا باسم «رابطة الثقافة الرجالية»، وانهارت هذه المنظمة بعد وقت قصير من وفاة فريدلندر بالانتحار في 21 يونيو 1908 في برلين.
كتب فريدلندر عدة كتب حول مواضيع مختلفة، ودعا إلى إحياء «الحب اليوناني». كان لهذا تأثير مهم على هانز بلوهر.  مطلقة أم نسبية؟ كتب مع أخيه عمانوئيل عام 1896، وساهم في تطوير مبدأ ماخ. 

## أعماله
- Beiträge zur Kenntniss des Centralnervensystems von Lumbricus . برلين: أطروحة، 1888.
- Der freiheitliche Sozialismus im Gegensatz zum Staatsknechtsthum der Marxisten. Mit besonderer Berücksichtigung der Werke und Schicksale Eugen Dühring 's . برلين: Freie Verlagsanstalt ، 1892.
- المطلق أو نسبي Bewegung؟ مع إيمانويل فريدلندر. برلين: ليونارد سيميون، 1896.
- دير فولكان كيلوا عوف هاواي . برلين: H. Paetel ، 1896.
- Die vier Hauptrichtungen der modernen socialen Bewegung: Marxistische Socialdemokratie، Anarchismus، Eugen Dührings socialitäres System und Henry Georges Neophysiokratie، kritisch und vergleichend dargestellt . برلين: الجلجثة، 1901.
- الماركسية والفوضوية . برلين: الجلجثة، 1901.
- Die Renaissance des Eros Uranios. تموت فيزيولوجيا Freundschaft ، في الوضع الطبيعي Grundtrieb des Menschen und eine Frage der männlichen Gesellungsfreiheit. في naturwissenschaftlicher ، naturrechtlicher ، Culturgeschichtlicher und sittenkritischer Beleuchtung . برلين تريبتو: برنارد زاك، 1904.
- Entwurf zu einer reizphysiologische Analyze der erotischen Anziehung unter Zugrundlegung vorwiegend homosexuellen Materials. لايبزيغ: سبوهر، 1905.
- Männliche und weibliche Kultur. Eine kausalhistorische Betrachtung . لايبزيغ: دار نشر «دويتشر كامبف»، 1906.
- Die Liebe Platons im Lichte der modernen Biologie . برلين تريبتو: برنارد زاك، 1909.

## روابط خارجية
- بنديكت فريدلندر[وصلة مكسورة] في المكتبة الوطنية الألمانية
- ثيم كونيكت نسخة محفوظة 30 سبتمبر 2007 على موقع واي باك مشين.